# Dziedzice (gromada)
Dziedzice (do 28 II 1956 Mostkowo; od 1 I 1962 Mostkowo) – dawna gromada, czyli najmniejsza jednostka podziału terytorialnego Polskiej Rzeczypospolitej Ludowej w latach 1954–1972.
Gromady, z gromadzkimi radami narodowymi (GRN) jako organami władzy najniższego stopnia na wsi, funkcjonowały od reformy reorganizującej administrację wiejską przeprowadzonej jesienią 1954 do momentu ich zniesienia z dniem 1 stycznia 1973, tym samym wypierając organizację gminną w latach 1954–1972.
Gromadę Dziedzice z siedzibą GRN w Dziedzicach utworzono 29 lutego 1956 w powiecie myśliborskim w woj. szczecińskim w związku z przeniesieniem siedziby gromady Mostkowo z Mostkowa do Dziedzicc i zmianą nazwy jednostki na gromada Dziedzice.
Pod koniec 1960 w skład gromady Resko wchodziły następujące miejscowości: Dziedzice, Jarząbki, Kornatka, Mostkowo, Niewstąp, Nowa Dziedzina, Podgórze, Stara Dziedzina, Strąpie, Swadzim, Wiewiórki i Żelice.
1 stycznia 1962 gromadę zniesiono w związku z przeniesieniem siedziby GRN z Dziedzic do Mostkowa i zmianą nazwy jednostki na gromada Mostkowo.